# موش کور طلایی مارلی
موش کور طلایی مارلی(نام علمی: Amblysomus marleyi) نام یک گونه از سرده طلایی‌موش‌های آفریقای جنوبی است.